# Donja Orovica
Donja Orovica (Servisch cyrillisch Доња Оровица) is een plaats in de Servische gemeente Ljubovija. De plaats telt inwoners ().